# アンダーワールド: エボリューション
『アンダーワールド: エボリューション』（Underworld: Evolution）は、2006年制作のアメリカ映画。
『アンダーワールド』（Underworld, 2003年制作）の直接の続編に当たるアクション映画である。（日本ではR-15指定）

## ストーリー
吸血鬼と狼男。伝説の怪物として人に語り継がれる彼等は、突然変異で現れた不死の血脈“コルヴィナス”から同時に生み出された。
西暦1202年。
東欧のとある山岳地方で、ある村の住人全てが大型の獣に噛み殺されたように惨殺された。それを追うのは自らの領民を手にかけられた吸血鬼（ヴァンパイア）の領主・ビクターが率いる精鋭の討伐部隊。彼らが追っているのは、強大な戦闘能力を持つ狼男（ライカン）の始祖・ウィリアムであり、部隊にはウィリアムの双子の兄であり吸血鬼の始祖たるマーカスも加わっていた。狼男に噛まれた住人は全て狼男に変貌してしまう。これ以上の被害を出さないために、討伐部隊は死体に火を付けて回った。しかし時既に遅く、住民たちは次々狼男となって蘇り、討伐部隊と激しい肉弾戦を繰り広げる。
ビクターの命令から先に隊を離れてウィリアムを探すことになったマーカスに「見つけたぞ!」と声が届く。近くの林の中に逃亡していたウィリアムは討伐部隊に追い詰められ、鎖付きのボウガンを次々に手足に打ち込まれていた。その様子に思わず「止めろ!!」と割って入ろうとするマーカス。ついに捕獲されたウィリアムを見て、マーカスは遅れて現れたビクターに「弟を何故傷つけた? 私が預かる約束を破る気なら覚悟しろ!」と詰め寄ると、ビクターは「お前こそ身の程を知れ! 獣への同情など愚かなことだ」と一喝する。「自分かウィリアムを殺せば結果は解かっているだろう?」となおも反抗しようとするマーカスだが、周囲からボウガンを向けられては引き下がらざるを得ない。
マーカスは行方知れずとなった弟が狼男となって人々を襲っている噂を追い、冷酷な領主ビクターが治める地にやってきていた。しかし1人ではどうにもならず、年老いたビクターと取引の末、自らがその歯にかけ吸血鬼としての永遠の命を与える代わりに、ウィリアムを捕縛するための軍をビクターから借り受けたのだった。早く捕まえて、たった1人の愛する弟を助けてやりたい────その一心だった。弟を傷つけられ一瞬我を忘れたが、ウィリアムの力を考えれば多少乱暴な扱いになるのは止むを得ない。それに己の領地を我が物顔で襲いまくるウィリアムにビクターが腹に据えかねていたのも理解できる。何よりこうして捕縛できたのは紛れもなくビクターの力無しには叶わなかったことであり、その恩義を忘れたわけではなかった。既に人としての意識さえ失った化物に変貌し、吸血鬼族にとっても極めて危険な存在になったウィリアムを、マーカスにも探られぬ所で終生監禁状態にする、とビクターは冷酷に宣言する。マーカスも襲われた村の惨状を直接目の当たりにしていただけに、返す言葉もなくただ黙って承諾するしかなかった。
そして現代。1000年以上もの長きに渡り、人間世界の裏側で密かに繰り広げられていた吸血鬼族とその従属であった狼男族の一大抗争は、吸血鬼族の長老ビクターと狼男族の長ルシアンが共に死亡するという結果に終わった。吸血鬼族の優秀なライカンの処刑人（デス・ディーラー）であったセリーンは、その過程で吸血鬼族のリーダーで己の野心からビクターに反逆を企てていたクレイヴンから、過去に自分を救った恩人と思っていたビクターこそがセリーンの家族を皆殺しにした張本人である事を知らされる。ビクターを問い詰め、それが真実であったことを告げられると、セリーンは自らの手でビクターを粛清し己の復讐を遂げる。しかしそれは宿敵ライカンと通じた上で長老殺しを犯すという重い罪を背負った事に他ならず、不死身の血筋ゆえ狼男と吸血鬼の初めての混血種（ハイブリッド）となった愛するマイケルと共に、吸血鬼とライカンの両勢力から逃避行を続けていた。

## 登場人物
本作はアンダーワールドの直接的な続編であるため、主要登場人物のセリーン、マイケル・コーヴィン、クレイヴン、ビクターに関する詳細は、アンダーワールドの登場人物を参照のこと。

### 吸血鬼族（ヴァンパイア）
紫外線や銀に弱く、体力の回復には血液を必要とする。ライカンと戦った場合も武器無しではまず太刀打ち出来ない。また人間に対しても絶対的優位とは言い難く、それ故マーカスはビクターと手を結ばざるを得なかった。
セリーン
演 - ケイト・ベッキンセイル、日本語吹替 - 田中敦子
美しい容姿を持つ吸血鬼族の美女。一族の優秀な戦士であり、ライカンの処刑人（デス・ディーラー）だった。狼男にされてしまったマイケルを愛してしまい、一族の3長老の1人であるビクターを自ら葬ったことで、裏切り者としてマイケルと共に両種族から追われる身となる。
セリーンは元々不死者の因子を持つコルヴィナスの血族に生まれた人間であり、その父はビクターの命を受けてウィリアムを監禁する牢施設を建築していた（セリーンがビクターに噛まれても死なずに吸血鬼になれたのは、血筋ゆえの必然だったのだ）。しかし後になって狼男族のルシアンが逃亡した際に、ビクターは図らずもウィリアムの牢の鍵をルシアンに奪われてしまい、ウィリアム復活を恐れた彼は、己以外の「ウィリアムの居場所を知る者たち」を1人残らず此の世から抹殺する事を決意し実行したのだった。しかし彼は己が処刑した娘の生き写しだったセリーンだけはついに殺すことが出来なかった。また幼い故に牢の場所も覚えてはいないだろうと考えたのである。しかしマーカスは、ウイリアムの居場所を知っている可能性があるのは、ビクターを除けばコルヴィナスの血の中に当時の記憶を宿した唯一の生き残りであるセリーンしかありえないと予め知っていたのである。
不死の始祖であるコルヴィナスの血を直接受けた後は、吸血鬼族にとって最大の弱点である紫外線による灰化の特徴は無くなった。
クレイヴン
演 - シェーン・ブローリー、日本語吹替 - 小山力也
ビクターの館に住む吸血鬼族のリーダー。ビクター不在の間、館の長老代理を務めていた。3長老を倒し吸血鬼族の頂点に立つという己の野望から従兄弟であり狼男族の長・ルシアンと通じ、狼男族との戦いの中でクーデターを企てていた。ルシアンの隠された真の計画に気付いて自身の手で葬り、ビクターが倒されるのを確認してから、未だ館に眠るマーカスを亡き者にするべくビクターの館に戻ってくるが、既に混血種となっていたマーカスによって返り討ちに遭いあっさりと惨殺され、ビクターの館にいた吸血鬼達もマーカスによって全滅した。
ビクター
演 - ビル・ナイ、日本語吹替 - 小川真司
吸血鬼族最強の3長老の1人。表では厳格な意志で一族を率いる長として振舞い信頼を得ていたが、裏では自ら一族の掟を破り度々人間たちを虐殺しては生き血を啜って生き長らえていた。セリーンの家族をも手に掛けていたが、己の娘と生き写しだったセリーンを生かし、真実を隠した上で彼女を歯牙に掛け吸血鬼にする。しかしその事実を知らされたセリーンに最後は復讐されてしまう。本作の物語は、彼が死んだ直後から始まる。
元は東欧のある地域を治めていた冷酷で残虐な領主として知られた存在だったが、老衰死を迎える直前に現れたマーカスと契約を交わし、吸血鬼となることで不死の命を手に入れた。とはいえ外見上が若返ったりするわけではなく、見た目は老衰前の老人と変わりない。
ビクターは始祖であるマーカスに噛まれたことで強大な力を持った吸血鬼ではあるものの、彼はコルヴィナスの血族ではない（作中でアレクサンデル・コルヴィナスがそれを示唆する台詞が出てくる）。前作の設定によると吸血鬼ウイルスは非常に強力なものであり、生命力の弱い者ならば吸血鬼にもなれずそのまま死に至る。然るに始祖であるマーカスの濃い血を受けて尚生き延びたビクターもまた、不死に纏わる何らかの特別な因子を持っていた可能性があるものの、作品中での言及はない。
マーカス・コルヴィナス
演 - トニー・カラン、日本語吹替 - 田中正彦
アレクサンデル・コルヴィナスの実の息子であり、ウィリアム・コルヴィナスの双子の兄。吸血鬼の始祖であり、一族最強の3長老の1人。弟のウィリアムと共に父から放逐され弟を探して彷徨った挙句、老衰死が迫っていたビクターの前に現れる。そしてビクターと取引をして彼を吸血鬼にする代わりに狼男となって近隣の村を襲っていた弟を捕縛するための軍をビクターから借り受けた。ウィリアム捕縛後はビクターと共に吸血鬼族を繁栄させ現代に至る。
本来ならばビクターの前に復活の儀式を経て長き眠りから復活されるはずであったが、クレイヴンの行動に疑惑を抱いたセリーンが自らの導き手としてビクターを無理矢理復活させたために、そのままビクターの館で眠り続けていた。しかし騒乱の最中にビクターに殴り殺された狼男族の医師・ジンゲの血を棺の中に受けたことで、復活の儀式を待たずに狼男との混血種（ハイブリッド）として蘇る。伝説上の悪魔を連想させるその姿は、背中には収納可能な大きなコウモリ状の翼が生え、時にはその鋭利な先端を手足の如く操って武器とする。同じ混血種であるマイケルよりも遥にコルヴィナスの不死の血が濃いため、その力は作中のあらゆる存在の中で最強である。だが他の吸血鬼族やマイケルと同じく一定の期間で生き血を補給しなければならず、人がいなければ動物も襲う。
ビクターに幽閉状態にされた弟ウィリアムの身を深く案じており、ビクターが死んだことで弟を復活させようと動き出す。そのためにはビクターが持っていたキー（ペンダント）とその場所を知る者の記憶が必要であり、それ故その両方を持つセリーンとマイケルを追い求める。
アンドレアス・タニス
演 - スティーヴン・マッキントッシュ、日本語吹替 - 清水明彦
吸血鬼族の歴史文献記編者。ビクターが繰り返していた掟破りの蛮行を正直に歴史書に記してしまったため、3世紀前にビクターから追放処分となる。その際にビクターの命を受けたセリーンに監禁施設への移送が一任されたため、現在の居所を知る者は（表面上）セリーンと一族上層部の数名のみである。監禁状態にあるとはいえ比較的自由に外界とコンタクトを取っていた様で、追放処分にしたビクターに復讐する目的で狼男族の長・ルシアンと結託し、彼等のために紫外線弾を開発し提供。その代わりにビクターからの刺客を恐れ数名の狼男を借り受けて、隠れ家のボディーガードとしていた。
タニスは自らが傀儡とした吸血鬼の女たちと毎夜快楽にふける好色な男であるものの好戦的ではなく、セリーンの来訪も当初はビクターがタニスを抹殺するために差し向けたものと思い怖れていた。しかしペンダントに纏わる謎解きを求めて訪れたことと、セリーンの口から直接ビクターを倒したことを聞かされたことで、あからさまな敵意がないことを確認し、不死の一族の誕生秘話やセリーンの出自、マーカスがセリーン達を狙う理由などを教え、それと共にマーカスを止められる可能性のある人物としてロレンゾ・マカロと名乗る男とその居場所を教える。
しかしセリーン達が去った後マーカスに襲撃され、血を吸われてセリーン達の行き先を付き当てると共に殺害されてしまった。

### 狼男族（ライカン）
ヴァンパイアとは異なり紫外線に耐性がある。元々は常に全身毛に覆われた、現在の変身後の姿だったがルシアンによって作られたライカンは変身をコントロール出来るようになった。
ウィリアム・コルヴィナス
演 - ブライアン・スティール
アレクサンデル・コルヴィナスの実の息子であり、マーカス・コルヴィナスの双子の弟。狼男の始祖となる。己の血の渇望に負けてビクターの領地内の村を次々に襲ったことで彼が率いる吸血鬼の私兵団に追われる身となる。最終的には兄マーカスの前で捕獲され、そのまま秘密裏に建設された専用の牢獄に幽閉される。
始祖であるウィリアムに噛まれた者は1度狼男に変身したら元の人間の姿には戻れず、それ故吸血鬼よりも格段に強い戦闘能力を持っていたため、完全に変身する前に駆逐するしかなかった。またタニスによれば、現代の狼男が持つ「自ら変身できる能力」は後代になって血が薄まった結果、習得できるようになったものであるようだ。
数々の虐殺を繰り返したウィリアムが処刑されずに幽閉されたのみで済んだのは、マーカスがビクターに永遠の命を授ける際に、万が一の裏切りに備えて「始祖である自分かウィリアムが死ねばその血を受け継いだ者も全て死ぬ」というはったりを使い、己と弟の命に保険をかけていたからに他ならない。始祖であるマーカスにそう言われては、自らも吸血鬼になってしまったビクターも試してみる訳にもいかず、ウィリアムを幽閉し、マーカスの身の安全を守ってやるしかなかったのだ。

### 人間
マイケル・コーヴィン
演 - スコット・スピードマン、日本語吹替 - 三木眞一郎
アレクサンデル・コルヴィナス直系の末裔。その血筋ゆえ狼男族と吸血鬼族の抗争に巻き込まれ、紆余曲折の末、狼男と吸血鬼の初めての混血種（ハイブリッド）となる。自らを助けるために一族を裏切ることになった美しきセリーンを愛し、彼女と共に逃避行を続ける。「一定期間内に生き血の補給をしないと死ぬ」「人間の食べるものは口に出来ない」という吸血鬼の特性と、「自らの意思で戦闘形態に変身できる」という狼男の特徴を両方持ち合わせており、その戦闘能力や俊敏さはビクターやウィリアムなどの始祖級の吸血鬼や狼男とも互角に渡り合う事ができる程。
アレクサンデル・コルヴィナス
演 - デレク・ジャコビ、日本語吹替 - 大木民夫
外見はごく普通の初老の紳士だが、少なくとも西暦1200年代から現代まで生き続けている人類最初の不死人。彼は人類学上、不死ウイルスに感染したゆえの突然変異種であり、一体いつ此の世に生まれたのか、コルヴィナスという名前が本名なのかどうかさえ怪しく、一切が謎に包まれている。
その血脈を色濃く受け継いだ実の息子たちは、それぞれ吸血鬼と狼男という異形の怪物となって一般人を襲う闇の存在になってしまった。コルヴィナスは自らの業を背負わせてしまったという良心の呵責から、直接彼等の始末をつけることが出来ずに野に放逐。その結果、吸血鬼と狼男の血脈は世に蔓延することになり、自らは己の長寿と財力を使い、吸血鬼族と狼男族の行動を逐一監視し、それらの後始末をして回っていた。狼男と吸血鬼の暗闘が人間世界に殆ど影響を与えていないのは、コルヴィナスの暗躍あればこそ。普段は己の存在を隠すためにロレンゾ・マカロの偽名を使っている。
作中で表現されている限り、彼が生きていることを知っていたのはアンドレアス・タニスのみである。
実はウィリアムの牢を開ける鍵は2つで1つであり、1つはビクターのしていた首飾り、もう1つはその受け皿ともいえる灰皿に似た器であり、ビクター自身の胸骨に収められていた。この事実を知る者は、マーカス、ビクター、タニスとコルヴィナスの4人だけである。
作中の描写でもあるように、本気で戦えば真の始祖であるコルヴィナスが最も戦闘力が高い。しかし、自ら放逐したとはいえ父親としての息子たちへの想いは強く、最後まで自ら裁きを下すことをせず、逆に自らマーカスの手にかかり致命傷を受ける。その際、セリーンに自らの血を与え最強の力を持つ戦士へと導き、息子たちの暴走を止めるべく、最後の希望を託し、自らは爆弾を使って自爆し、ついにその生涯に幕を引いた。